# Roncal-Erronkari
Pour les articles homonymes, voir Roncal.
Roncal en espagnol ou Erronkari en basque est une municipalité de la communauté forale de Navarre, dans le Nord de l'Espagne.
Elle est située dans la zone linguistique mixte de la province. Roncal est le chef-lieu de la intermunicipalité de la vallée de Roncal, au bord de la rivière Esca, à 90 km de sa capitale, Pampelune. Elle possède la catégorie juridique de villa.
Le secrétaire de mairie est aussi celui d'Urzainqui.
Les hameaux sont : Arana, Castillo, Iriartea, Iriondoa et San Juan.

## Localités limitrophes
Garde (5 km), Burgui (11 km), Vidángoz (20 km) au sud. Urzainqui (3 km), Isaba (7 km), Uztárroz (11 km) au nord.

## Histoire
Les armes de la vallée auraient été concédées à la suite d'un « exploit » d'une jeune roncalaise qui, ayant entraîné un roi maure chez elle, lui trancha la tête, mettant en fuite sa troupe privée de chef. Ce roi maure serait Abd-al-Rahman, tué à l'issue de la bataille d'Olast.

## Géographie
Roncal est située au nord-ouest de la Navarre (Espagne), dans les Pyrénées, à 90 km de Pampelune. Le village possède un fort caractère pyrénéen, aux rues et maisons de pierre, conférant à l'ensemble un aspect rustique. Le tout est dominé par une imposante église de pierre.

## Démographie
| Évolution démographique                                | Évolution démographique | Évolution démographique | Évolution démographique | Évolution démographique | Évolution démographique | Évolution démographique | Évolution démographique | Évolution démographique | Évolution démographique | Évolution démographique |
| 1996                                                   | 1998                    | 1999                    | 2000                    | 2001                    | 2002                    | 2003                    | 2004                    | 2005                    | 2006                    | 2007                    |
| ------------------------------------------------------ | ----------------------- | ----------------------- | ----------------------- | ----------------------- | ----------------------- | ----------------------- | ----------------------- | ----------------------- | ----------------------- | ----------------------- |
| 364                                                    | 363                     | 368                     | 354                     | 349                     | 341                     | 325                     | 308                     | 303                     | 296                     | 286                     |
| Sources: Roncal et instituto de estadística de navarra |                         |                         |                         |                         |                         |                         |                         |                         |                         |                         |

## Économie
L'économie est essentiellement basée sur le pastoralisme et la production de fromages (le fromage du Roncal détenant une dénomination d'origine contrôlée). Le tourisme rural intervient également pour beaucoup dans l'économie de la vallée, et a permis le maintien de divers commerces et services, ainsi que l'installation d'un centre d'information sur la vallée, traitant de sa faune, sa flore, ainsi que d'aspects ethnologiques.

## Patrimoine

### Patrimoine civil
- Centre d'Information sur la vallée
- Centre d'interprétation de la Nature
- Maison-Musée de Julián Gayarre
- Le mausolée en marbre blanc et bronze de Julián Gayarre (1890), œuvre du sculpteur Mariano Benlliure. 
Ce mausolée fut exposé à Paris, durant l'exposition universelle de 1900, où il fut primé par la médaille d'honneur de sculpture. La reine régente Maria-Christina souhaita alors l'installer près du Théâtre Royal de Madrid mais la famille du ténor s'y opposa préférant le placer dans le petit cimetière de Roncal, village où le ténor avait vu le jour (voir « photo du Mausolée de Julián Gayarre »(Archive.org • Wikiwix • Archive.is • Google • Que faire ?))
- Lavoir situé dans le quartier Arana, datant de 1771, il a été restauré en 1996. Sur une pierre on peut lire:

"Marichalar me fecit. Ano 1771".
- Domen de Lubrakieta. Il appartient au territoire de Roncal mais est situé dans le fond de la vallée de Belabarce, près du chemin d'Isaba à Zuriza. Il a été découvert par J. Elósegui en 1943.

### Patrimoine religieux
- l'église de San Esteban (XVIe siècle)
- l'Ermitage de Notre Dame del Castillo
- l'Ermitage de San Sebastián, située dans le hameau de Navarzato

## Gastronomie
Le fromage produit dans la vallée de Roncal est l'un des fromages les plus connus en Espagne. Il s'agit d'un fromage au lait cru de brebis, sec, fort, de grande qualité et qui s'est vu décerner une « denominación de origen », (équivalent de l'appellation contrôlée en France).
Outre les fromages de brebis, les spécialités de la vallée sont le « calderete » de mouton (ragoût de mouton) et « las migas » (plat typique des bergers, à base de pain).

## Fêtes
Les fêtes patronales de Roncal ont lieu du 14 au 18 août, en honneur de Notre-Dame du Castillo.
Fiestas

## Personnalités
- Julián Gayarre[3] (1844-1890), ténor
- Fructuoso Orduna (1893-1973), sculpteur
- Sebastián de Albero[4] (1722-1756), musicien

### Sources
- (es) Cet article est partiellement ou en totalité issu de l’article de Wikipédia en espagnol intitulé « Roncal » (voir la liste des auteurs).